# Hanunda
Hanunda foi uma princesa huna e rainha consorte de Frodo III, rei dos danos do século I. Ela é citada apenas nos Feitos dos Danos de Saxão Gramático. Seu casamento ocorreu após uma embaixada bem-sucedida à corte de seu pai. Embora desdenhosa de início com a possibilidade de casamento, ao tomar uma poção afrodisíaca danesa, aceitou se casar a contragosto de seu pai. Os primeiros três anos de seu casamento foram de paz e tranquilidade, mas logo problemas surgiram na corte. Hanunda cometeu adultério com Grepo, cujo crime logo se espalhou, mas foi contido pela opressão de Grepo. Tempos depois, teve seu papel na execução de Colão e seu adultério foi revelado ao rei por intermédio do norueguês Érico, o Eloquente.

## Vida
Hanunda era filha de um rei huno de nome desconhecido. Em data incerta no reinado de seu pai, os danos enviaram uma embaixada sob Gotuara, Vestmaro, Colão e os filhos deles para propor o casamento entre Hanunda e o rei Frodo III. Ao chegarem, os emissários foram recebidos com festividades que duraram três dias. No terceiro dia, Vestmaro propôs o casamento, mas a Hanunda desdenhou Frodo, pois julgava-o pessoa de pouca reputação. Gotuara apontou que Frodo era ambidestro e rápido e habilidoso no nado e combate, bem como preparou uma poção afrodisíaca que foi dada à princesa, que logo sentiu desejos pelo rei. Então Gotuara ordenou que Vestmaro, Colão e os filhos deles se aproximassem do rei huno em armas para solicitar a princesa, e caso se recusasse desafiariam os hunos ao combate. Os nobres danos ameaçaram o rei, que decidiu deixar sua filha, em sua livre decisão, escolher se queria casar, e a princesa, enfeitiçada, disse que esperava mais dos talentos de Frodo no futuro do que sua atual reputação indicava, pois vinha de pai famoso e que a natureza do homem tendia a refletir seu nascimento. Seu pai autorizou o casamento, preparou grande comitiva e levou-a à Dinamarca, onde Frodo recebeu-o com grandes cerimônias antes de enviá-lo de volta carregado de ouro e prata.
Ao casar-se com Hanunda, Frodo passou três anos em paz e excelente prosperidade. O lazer desse período despertou os vícios dos cortesãos, que cometeram todo tipo de crimes. O comportamento vergonhoso dos soldados reais trouxe ao rei má reputação tanto no exterior como entre seus súditos. Grepo, um dos filhos de Vestmaro, traiu seu rei ao cometer adultério com a rainha. Gradualmente o escândalo se espalhou até tornar-se público diante do rei, mas Grepo conseguiu reverter a situação ao intimidar aqueles que espalharam a notícia. Tempos depois, quando os noruegueses Érico, o Eloquente e seu meio-irmão Rolero chegaram na Dinamarca, Grepo desafiou Érico para saber quem era mais eloquente, e durante a disputa o adultério foi novamente revelado para todos e Grepo saiu humilhado. Quando os irmãos chegaram na corte, Érico derrubou propositalmente o presente que havia levado ao rei no fogo do salão e convenceu a todos que foi Colão o responsável. Frodo consultou a rainha, que disse que não podia afrouxar a sentença devido ao estatuto do culpado e Frodo decidiu permitir o enforcamento de Colão. Frodo questionou Érico sobre sua vitória sobre Grepo e o estrangeiro rememorou o adultério da rainha. Frodo olhou a Hanunda, que admitiu seu erro e corou. Frodo esperou que a rainha dissesse a sentença adequada por o crime, mas apenas pediu perdão e, com auxílio de Érico, foi perdoada.